# Satpura
La chaîne des Satpura est une chaîne de collines du centre de l'Inde. Elle commence dans l'État du Gujarat près de la côte de la mer d'Arabie, court vers l'est marquant la frontière du Maharashtra et du Madhya Pradesh, et se termine au Chhattisgarh. La chaîne est parallèle aux monts Vindhya, au nord, ces deux chaînes orientées est-ouest divisant le sous-continent indien, avec la plaine indo-gangétique au nord de l'Inde et le plateau du Deccan au sud.
Le fleuve Narmada prend sa source à l'extrémité nord-est des Satpura et s'écoule dans la dépression entre les Satpura et les Vindhya, drainant le versant nord de la chaîne, puis s'écoule vers l'ouest jusqu'à la mer d'Arabie.

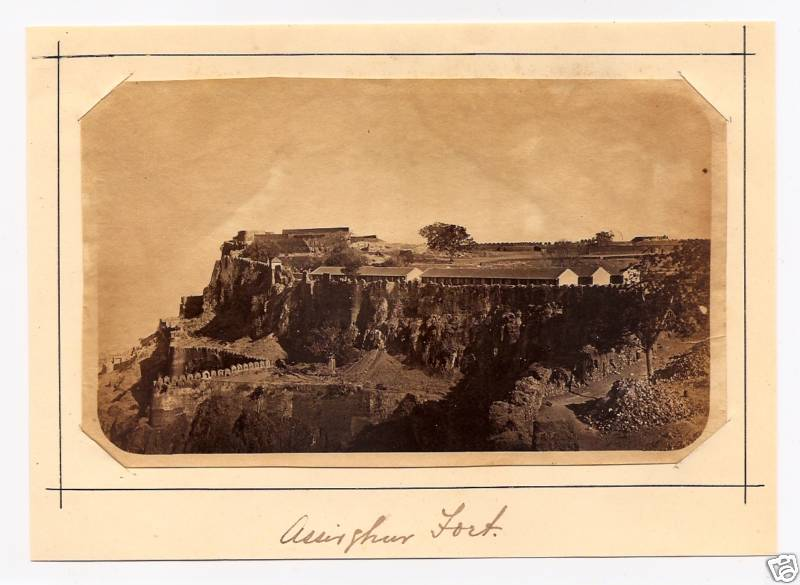
Le fort d'Aceyr-Ghor, situé dans les montagnes de Satpura (fin du XIXe siècle).